# Martha Wayles Skelton Jefferson
Martha Wayles Skelton Jefferson (30. října 1748 – 6. září 1782) byla ženou třetího prezidenta Spojených států amerických Thomase Jeffersona. Nikdy se nestala první dámou Spojených států amerických, protože zemřela dříve, než byl její manžel zvolen prezidentem. Místo ní funkci první dámy vykonávala její dcera Martha Jeffersonová Randolphová.
Jejími rodiči byli John Wayles (1715–1773) a jeho první žena Martha Eppes (1712–1748), bohatí majitelé plantáží ve virginském Charles City County.